# Писарева, Надежда Михайловна
Наде́жда Миха́йловна Пи́сарева (Шатохина) (бел. Надзея Міхайлаўна Пісарава; род. 5 июля 1988, Кингисепп, Ленинградская область) — российская и белорусская биатлонистка, бронзовый призёр Чемпионата мира по биатлону 2011 в эстафете 4×6 км. Мастер спорта международного класса. Лучший результат на этапе кубка мира по биатлону 18-е место. Завершила карьеру в сезоне 2017/2018

## Общий зачет в Кубке мира
- 2010/11 — 91-е место (6 очков)
- 2012/13 — 63-е место (48 очков)
- 2013/14 — 78-е место (25 очков)
- 2014/15 — 41-е место (172 очка)
- 2015/16 — 88-е место (13 очков)
- 2016/17 — 101-е место (2 очка)
- 2017/18 — 80-е место (18 очков)

### Участие в Олимпийских играх
| Год  | Место проведения | Инд | Спр | Пр | МС | Эст | СмЭ |
| 2014 | Сочи             | 35  | -   | -  | -  | 4   | -   |
| 2018 | Пхёнчхан         | -   | 52  | 44 | -  | -   | -   |

### Участие в Чемпионатах мира
| Год  | Место проведения  | Инд | Спр | Пр | МС | Эст | См |
| 2011 | ЧМ Ханты-Мансийск | -   | 65  | -  | -  | 3   | -  |
| 2015 | ЧМ Контиолахти    | 18  | 50  | 50 | -  | 7   | -  |
| 2017 | ЧМ Хохфильцен     | -   | 61  | -  | -  | 9   | -  |